# 旋風家族
旋風家族（せんぷうかぞく）は、1959年1月28日に東映で公開された日本映画。カラー。87分。

## 概要
2018年8月10日にて東映チャンネルで初めて放送された。

## あらすじ
池貝建設の社長・大三氏と道子夫人には二人の息子と一人の娘がある。

## キャスト
- 池貝二郎：江原真二郎
- 池貝大三：志村喬
- 池貝健一：大村文武
- 池貝道子：清川虹子
- 池貝由紀：小宮光江
- 田村五郎：高倉健
- 森川誠：立花良文
- 安西峰子：ペギー葉山
- 安西里美：佐久間良子
- ポテチン：柳谷寛
- 苦虫：今井俊二
- 新庄比佐子：中村雅子
- 森：神田隆
- 兵頭宏子：中原ひとみ
- モニカのバンドマン：大東良
- あぶれたバンドマンA：杉義一
- あぶれたバンドマンB：岸井明

## スタッフ
- 監督：小石栄一
- 脚本：池田一朗、小川英
- 企画：渾大防五郎、根津昇
- 撮影：藤井静
- 美術：田辺達
- 音楽：飯田三郎
- 録音：大谷政信
- 照明：川崎保之丞
- 編集：長沢嘉樹